# Vaipoa
Vaipoa es una de las tres aldeas de la isla de Niuatoputapu en Tonga. La población es de 172 habitantes.
Los otras dos aldeas de Niuatoputapu son Hihifo, que es la principal de la isla, y Falehau.
Niuatoputapu sufrió graves daños en el terremoto y tsunami de Samoa de 2009 con varias muertes.